# Bankilaré
Bankilaré est une localité et une commune de l'ouest du Niger, chef-lieu du département éponyme de Bankilaré, dans la région de Tillabéri. 

## Géographie

### Situation
La localité de Bankilaré est située sur la route nationale 5 à 68 km au nord de Téra. La commune est frontalière du Burkina Faso à l'ouest.
| Gorouol                     | Gorouol   | Gorouol |
| Falagountou ( Burkina Faso) | Bankilaré | Gorouol |
| Téra                        | Kokorou   | Méhana  |

## Histoire
La localité de Bankilaré passe sous administration française en 1899, d’abord dans le district de Sinder puis dans le canton de Gorouol. Pour gérer les nomades touaregs et peuls dans cette zone, le poste administratif est instauré en 1959 dans le canton de Gorouol. Elle reçoit  plusieurs infrastructures telles qu’un poste de gendarmerie et un centre de santé, l'école primaire est ouverte en 1956. 

## Population
Lors du recensement général de 2012, la population communale est relevée à 84 893 habitants. La localité compte 3 951 habitants en 2012.

## Économie
La culture humide du riz sur le fleuve Niger, l’élevage agro-pastoral, le commerce et l’artisanat constituent les principales activités des  habitants.

### Transport et communication
Bankilaré est desservie par la route nationale 5, qui relie le village aux communes voisines de Gorouol et Téra.